# Dipseudopsis doehleri
Dipseudopsis doehleri is een schietmot uit de familie Dipseudopsidae. De soort komt voor in het Afrotropisch en Oriëntaals gebied.